# Шейдик, Александр Владимирович
Александр Владимирович Шейдик (род. 13 сентября 1980, Ровно) — украинский шоссейный велогонщик, выступавший на профессиональном уровне в период 2006—2016 годов. Бронзовый призёр чемпионата Украины на шоссе в групповой гонке, победитель и призёр отдельных этапов многих шоссейных велогонок. Мастер спорта Украины международного класса.

## Биография
Александр Шейдик родился 13 сентября 1980 года в городе Ровно Украинской ССР.
Дебютировал на международной арене в 2006 году, выступив на «Туре Словакии» и «Туре Румынии» — во втором случае сумел финишировать третьим на двух этапах и занял третье место в генеральной классификации.
В 2007 году одержал победу на одном из этапов «Тура Сербии», занял шестое место на «Мемориале Олега Дьяченко», принял участие в многодневной гонке высшей категории «Тур озера Цинхай» в Китае.
Начиная с 2008 года представлял донецкую профессиональную команду ISD, финансируемую Индустриальным союзом Донбасса.
В 2009 году в составе ISD финишировал вторым на «Гран-при Кооператива» в Словакии, уступив здесь только Петеру Сагану. Стал третьим на «Кубке Карпат» в Польше, четвёртым на «Гран-при Москвы» и «Туре Сербии», показал девятнадцатый результат в гонке «Пять колец Москвы», вновь проехал «Тур озера Цинхай».
На шоссейном чемпионате Украины 2010 года выиграл бронзовую медаль в групповой гонке, пропустив вперёд Виталия Попкова и Руслана Подгорного. Также был лучшим на двух этапах «Тура Секейского края» в Румынии, выиграл один из этапов «Тура Перенеев», достаточно успешно выступил на «Гран-при Адыгеи», где выиграл второй этап и занял второе место в генеральной классификации. Выступал на нескольких престижных гонках в Китае, в частности проехал «Тур Китая», «Тур Хайнаня», «Тур озера Тайху». Побывал на шоссейном чемпионате мира в Мельбурне.
В 2011 году стал четвёртым на чемпионате Украины, продолжил выступать в гонках первой и второй категорий, отметился выступлением на мировом первенстве в Копенгагене. Получил майку лучшего горного гонщика многодневки «Солидарность» в Польше.
В 2012 году присоединился к итальянской команде Lampre, которая в этом сезоне так же спонсировалась Индустриальным союзом Донбасса. Тем нем менее, каких-то особенно значимых достижений с ней не добился, из гонок высшей категории выступил только на «Президентском велотуре Турции».
Вернувшись в 2013 году в донецкую ISD, продолжил соревноваться на континентальном уровне. Занял второе место на Race Horizon Park, четвёртое место на «Гран-при Донецка», седьмое место в генеральной классификации «Тура Болгарии», девятое место в общем зачёте «Пяти колец Москвы». Стал «горным королём» «Гран-при Адыгеи».
В 2014 году занял призовые места на отдельных этапах «Гран-при Сочи», «Гран-при Адыгеи», «Тура Гваделупы». Оставался действующим профессиональным гонщиком вплоть до сезона 2016 года.
За выдающиеся спортивные достижения удостоен почётного звания «Мастер спорта Украины международного класса».